# Epitola mangoensis
Epitola mangoensis är en fjärilsart som beskrevs av George Thomas Bethune-Baker. Epitola mangoensis ingår i släktet Epitola och familjen juvelvingar. Inga underarter finns listade i Catalogue of Life.

## Bildgalleri

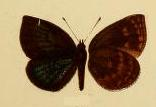
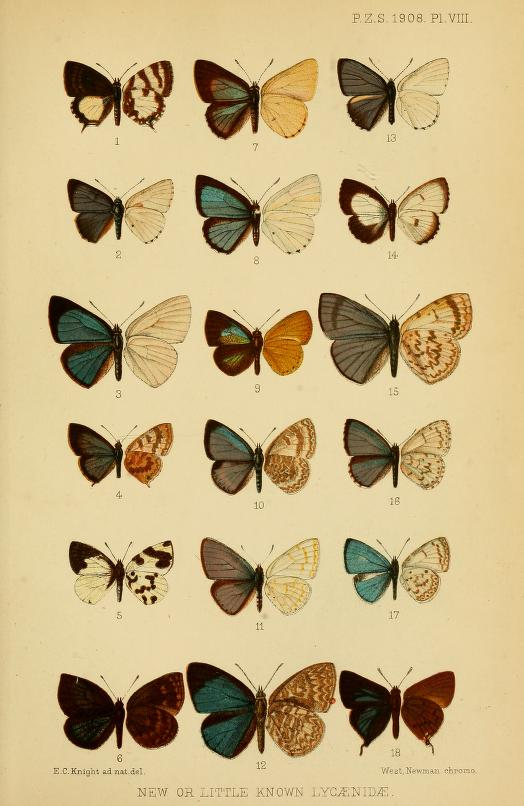